# 三ヶ日町三ヶ日
三ヶ日町三ヶ日（みっかびちょうみっかび）は静岡県浜松市浜名区の大字。住居表示未実施。

## 地理
浜松市浜名区の西部、三ヶ日地区の中部に位置する。南東側は猪鼻湖に面している。東で三ヶ日町宇志、西で三ヶ日町岡本及び三ヶ日町釣、南で三ヶ日町鵺代、北で三ヶ日町摩訶耶と接する。

### 湖沼
- 猪鼻湖（浜名湖）

### 河川
- 釣橋川
- 日比沢川

## 歴史

### 沿革
- 1889年（明治22年）4月1日 - 町村制の施行により、引佐郡三ヶ日村が周辺の村と合併して引佐郡西浜名村となる[WEB 7]。旧村名は西浜名村の大字として残る[WEB 8]。
- 1922年（大正11年）5月1日 – 西浜名村が町制施行して三ヶ日町となる。
- 1955年（昭和30年）4月1日 – 三ヶ日町が東浜名村と新設合併し、改めて三ケ日町となる。
- 2005年（平成17年）7月1日 – 三ケ日町外10市町村が浜松市に編入される。大字三ケ日から三ケ日町三ケ日へ住所表記が変更となる。
- 2007年（平成19年）4月1日 - 浜松市が政令指定都市となる。三ヶ日町三ヶ日は北区の一部となる。
- 2010年（平成22年）10月7日 - 遠鉄ストア三ヶ日店がオープンする。
- 2024年（令和6年）1月1日 - 浜松市の行政区再編により、三ヶ日町三ヶ日は浜名区の一部となる。

## 施設
- 浜松市立三ヶ日保育園
- 社会福祉法人カナの会 チャイルドスクエア浜松三ヶ日
- 学校法人三松学園 三松（さんしょう）幼稚園
- 浜松市立三ヶ日西小学校
- 農林水産省 林野庁 関東森林管理局 天竜森林管理署 三ヶ日森林事務所
- 静岡県警察細江警察署三ヶ日町交番
- 浜松市消防局北消防署三ヶ日出張所
- 浜松市三ヶ日支所（旧浜松市三ヶ日協働センター）
- 浜松市三ヶ日文化センター
- 浜松市立三ヶ日弓道場
- 遠州信用金庫三ヶ日支店
- 三ヶ日郵便局
- 中部ハム 本社・本社工場（フードリエ子会社）
- シンク・フーズ静岡工場
- JAみっかび 本店
- 遠鉄ストア三ヶ日店
- 食鮮館タイヨーみっかび店（バローグループ傘下）
- コメリハード&グリーン三ヶ日店
- セブン-イレブン三ヶ日西天王町店
- ファミリーマート浜松三ヶ日北店
- 奥浜名湖商工会三ヶ日支所
- JA-SS三ヶ日SS（三農サービス（JAみっかび子会社）が運営のセルフSS）
- 曹洞宗 寶福山 金剛寺
- 濱名惣社 神明宮
- 三ヶ日護国神社

## 交通

### 鉄道
- 天竜浜名湖鉄道線：（新所原 方面 - ）三ヶ日（ - 掛川 方面）

### バス
- 遠鉄バス40気賀三ヶ日線：（浜松駅 方面 - ）浜松市三ヶ日支所 - 三ヶ日東 - 東天王 - 三ヶ日（ - 三ヶ日車庫 方面）
- 浜松市三ヶ日地域バス（三ヶ日オレンジふれあいバス）北線・南線（浜松バスに委託）
  - 遠鉄ストア三ヶ日店、上神明、西町公民館、東天王、三ヶ日、三ヶ日駅、三ヶ日協働センター、三ヶ日中央外科、三ヶ日西小前、三ヶ日農協前、三ヶ日郵便局前の停留所が設置されている。
  - 総合福祉センターを起終点として便によってルートが異なる。

### 道路
- 国道301号
- 国道362号（姫街道）

## その他

### 学区
小学校・中学校の学区は以下の通りである。
- 浜松市立三ヶ日西小学校
- 浜松市立三ヶ日中学校

### 警察
警察の管轄区域は以下の通りである。
| 番・番地等 | 警察署     | 交番・駐在所 |
| ---------- | ---------- | ------------ |
| 全域       | 細江警察署 | 三ヶ日町交番 |

### 消防
消防の管轄区域は以下の通りである。
| 番・番地等 | 消防署   | 本署/出張所  |
| ---------- | -------- | ------------ |
| 全域       | 北消防署 | 三ヶ日出張所 |

### 指定文化財
- 浜名惣社神明宮本殿（三ヶ日町三ヶ日122 浜名惣社神明宮内、国指定有形文化財）[WEB 12]

### WEB
1. ↑  “h02_22.csv”.   総務省 (2022年2月10日). 2024年10月15日閲覧。
2. ↑  “静岡県浜松市北区三ヶ日町三ヶ日 (221350590)｜国勢調査町丁・字等別境界データセット”.   人文学オープンデータ共同利用センター. 2024年11月5日閲覧。
3. ↑  “静岡県 浜松市浜名区 三ヶ日町三ヶ日の郵便番号 - 日本郵便”.   日本郵便. 2024年10月15日閲覧。
4. ↑  “市外局番の一覧”.   総務省 (2022年3月1日). 2024年10月15日閲覧。
5. ↑  “事業所案内及び管轄地域（事務所3件、分室3件）”.   一般社団法人静岡県自動車会議所. 2024年10月15日閲覧。
6. ↑  “住居表示実施状況／浜松市”.   浜松市 (2024年1月4日). 2024年10月15日閲覧。
7. ↑  “historyofcities.pdf”.   静岡県総務部合併推進室・財団法人静岡県市町村振興協会. 2024年10月15日閲覧。
8. ↑  “解説ページ”.   株式会社エア. 2024年10月15日閲覧。
9. ↑  “学校名から探す／浜松市”.   浜松市 (2024年1月1日). 2024年10月15日閲覧。
10. ↑  “三ヶ日町交番｜静岡県警察”.   静岡県警察 (2024年10月1日). 2024年10月15日閲覧。
11. ↑  “消防署の町別管轄「み」／浜松市”.   浜松市 (2024年3月21日). 2024年10月15日閲覧。
12. ↑  “しずおか文化財ナビ 浜名惣社神明宮本殿｜静岡県公式ホームページ”.   静岡県 (2024年1月5日). 2024年12月10日閲覧。